# Un pasaje de ida
Un pasaje de ida es una película dramática dominicana de 1988 dirigida por Agliberto Meléndez. La película fue seleccionada como la entrada dominicana a la Mejor Película en Lengua Extranjera en la 61.ª edición de los Premios Óscar de la Academia, pero no fue aceptada como nominada.

## Sinopsis
Una narración ficticia de la tragedia del Regina Express, en la que 22 polizones dominicanos murieron asfixiados en un intento de viaje ilegal en septiembre de 1981.

## Reparto
- Carlos Alfredo como Isidro
- Ángel Haché como Piro
- Rafael Villalona como Quimo
- Ángel Muñiz como René
- Víctor Checo como Ángel
- Félix Germán como Berlarminio
- Frank Lendor como Comandante
- Giovanny Cruz como Rufino
- Johanny Sosa como Eladio